# Straß im Attergau
Straß im Attergau är en ort och kommun i Österrike. Den ligger i distriktet Vöcklabruck i förbundslandet Oberösterreich, 220 kilometer väster om huvudstaden Wien. 
Kommunen består av 18 orter (Ortschaften) (inom parentes invånarantal 1 januari 2024):

- Dachsenberg (86)
- Erlat (104)
- Fronbühel (139)
- Halt (61)
- Innerlohen (47)
- Kronberg (116)
- Leming (20)
- Lichtenberg (21)
- Mitterleiten (72)
- Oberleiten (40)
- Pabing (35)
- Powang (78)
- Sagerer (123)
- Seeblick (37)
- Straß im Attergau (149)
- Stöttham (103)
- Wald (54)
- Wildenhag (237)